# Zeboudja
Zeboudja est l'une des communes de la wilaya de Chlef en Algérie, qui compte environ 23 000 habitants.
Son nom dérive du berbère tazebbujt signifiant « olivier sauvage ». C'est une commune située à 25 km au nord-est de Chlef, chef-lieu de la daïra du même nom au pied du mont Bissa, appelé Hanoteau par les Français et Timezratine en berbère local.

## Géographie

### Situation
La commune de Zeboudja fait partie géographiquement de la wilaya de Chlef. Bâtie à une moyenne de 400 mètres d'altitude, la commune est située à 153 km à l'ouest d'Alger et à 25 kilomètres au nord-est du chef-lieu de la wilaya de Chlef.

## Toponymie
La ville se nomme à l'origine Timzrtin ou Timsertin, qui en langue berbère est une plante médicinale sauvage au goût amer.
Elle est appelée Hanouto pendant la période coloniale, puis Timmertin.
Elle prend le nom de Zeboudja en 1965, après trois ans d'indépendance depuis mars 1962, avec la proposition et la délibération des membres de la Commission spéciale, conformément au décret n° 65-246 du 30 décembre 1965.

## Démographie
Selon le dernier recensement général de la population d'avril 2008, la commune de Zeboudja compte 26 539 habitants. Son taux d'accroissement est de 1,1 %. La densité de population est donc de 200,3 habitants par km2.

## Administration et politique
Administration
Liste des maires
- 2007 à 2012 Med Bouzian
- 2012 à 2017 Med Bouzian
- Depuis 2017 Med Bouzian

## Pour approfondir

## Sources, notes et références
1. ↑  « Wilaya de Chlef : répartition de la population résidente des ménages ordinaires et collectifs, selon la commune de résidence et la dispersion ». Données du recensement général de la population et de l'habitat de 2008 sur le site de l'ONS.